# Московская любовь
«Московская любовь» — фильм 1991 года.

## Сюжет
Два друга — коммерсанты Вадим и Сергей, решают провести рискованную финансовую операцию: подкупив референта министра, который выдаёт им гарантийное письмо министерства, они берут ссуду в коммерческом банке «Россия», а затем, подкупив главного бухгалтера этого банка и получив от него сведения об акционерах, на полученные ссудой деньги скупают акции этого самого банка. В ходе событий у Сергея завязываются любовные отношения с Катей — любовницей председателя правления банка. Собрав контрольный пакет банка, Вадим заявляется к председателю правления объявляя, что теперь он хозяин банка. Однако, взять банк — это ещё не удержать его. Председатель правления соглашается принять Вадима в члены правления, но только одного, без Сергея, а Вадим ставит условие — оставить в покое Сергея и Катю.

## В ролях
- Евгений Парамонов — Сергей
- Денис Карасёв — Вадим
- Лидия Вележева — Катя
- Елена Аржаник — Люба, подруга Кати
- Олег Рудюк — Андрей, председатель правления банка
- Владимир Сальников — Чернов, помощник председатель правления
- Александр Гловяк — Константин Александрович, бухгалтер банка
- Леван Мсхиладзе — Саид
- Леонид Удалов — Толик

В эпизодах: Валерий Рыжаков, Валентин Букин, Николай Пеньков, Фёдор Смирнов, Лидия Константинова, Елена Сотникова и другие.

## Критика
Этому фильму далеко до больших постижений действительности. Но есть в нем нечто, что позволяет понять, как происходит в нынешней России, и в Москве, в частности, процессы сращивания доморощенного финансового капитала с так называемой организованной преступностью. Что же касается любви, которая значится в названии картины, то она занимает здесь подчиненной место, несмотря на красивую любовную пару (артисты Лидия Вележева и Евгений Парамонов). Фильм снят (режиссер Валерий Курыхин) на приличном профессиональном уровне, но недостатки сценария, его вторичность не позволили стать фильму явлением искусства.— журнал «Вестник»

Фильм этот интересен тем, что, не претендуя на художественность, вводит в отечественный кинематограф жанр, до сих пор ему совершенно чуждый, и вместе с ним — нового героя и новую авторскую позицию. Типологическая жанровая схема — афера. … Таков новый герой, убедительно сыгранный Денисом Карасёвым и представленный авторами «без гнева и пристрастия». Но то, что является плюсом с точки зрения реалистического кинематографа — объектность героя, — становится минусом с точки зрения жанра, поскольку ослабляет идентификацию с героем у нравственно ориентированного зрителя. Возможно, авторы полагали, что компенсируют эту потерю, перенеся свои (и зрительские) симпатии на второго героя фильма — Сергея. Сергею (Е. Парамонов) в фильме отведена роль выразителя авторских морализаторских интенций. Итак, авторы хотели зажечь в сердце своего душевного героя конфликт между чувством и делом, решив оный в пользу чувства. Я полагаю, что настоящий капиталист никогда не позволит себе, как выразился Вадим, «запалить дело из-за бабы». Победа чувства оборачивается поражением Сергея как человека дела.— Виктор Матизен — Мильон на бабу променял // Искусство кино, № 7, 1992. — стр. 29-30

## Музыка
В фильме звучит песня Джоанна Стингрей «Walking through windows».